# ليو بيسبو
ليو بيسبو مواليد 5 أكتوبر 1996 في ساو باولو، هو لاعب كرة سلة برازيلي. بدأ مسيرته الاحترافية في سنة 2015. يحمل الرقم 20. يبلغ طوله 6 قدم 9 بوصة (2.1 م). لعب مع بينهيروس لكرة السلة وفلامنغو لكرة السلة في الدوري البرازيلي لكرة السلة.